# Cícero Nogueira
Cícero Nogueira, nome artístico de José Cícero Gomes Nogueira (Indaiá do Aguapeí, 2 de setembro de 1957), é um cantor e compositor de mais de duas mil e quinhentas músicas evangélicas, sendo setecentas gravadas pelo mesmo. Tendo mais de quarenta anos de "ministério", Cícero Nogueira tem mais de setenta e seis álbuns concluídos e vendagens extraordinárias de mais de dez milhões de discos fazendo o figurar na seleta lista de recordistas de vendas de discos do Brasil a frente de grandes artistas da música popular brasileira.
O lançamento de seu álbum de estreia no mercado fonográfico gospel foi em 1973, intitulado O Amor de Deus, sendo lançado pela gravadora Deus é Amor.

## Biografia
Desde muito pequeno, mais ou menos aos seus 6 anos, Cícero já cantava e tocava instrumento (por exemplo um acordeon) durante os cultos evangelísticos feito em praças públicas em vários municípios no interior de São Paulo; por seus talento bem precoce com a música, Cícero era convidado para louvar em cidades vizinhas a sua.
Cícero aprendeu sobre música na orquestra da Assembleia de Deus de Votuporanga de sua cidade, e aos seus 15 anos foi para capital de São Paulo para trabalhar como aprendiz em uma loja de calçados no Brás.

## Carreira
No ano de 73, Cícero conseguiu um contrato como dono da gravadora Deus é Amor, Aracy Miranda, e gravando e lançando seu primeiro LP "O Amor de Deus". Cícero trabalhou como taxista durante a fase inicial de sua carreira e a noite se apresentava em algumas igrejas.
Em 1978, Cícero assinou com a Gravadora Bom Pastor e lançou o disco "Como É Bom Ser Crente", sendo um sucesso na região Sudeste, resolveu mudar de região e foi morar em Recife.
No ano de 1979, o cantor fundou sua própria gravadora, de nome Manancial, empresa vinculada a CONDIL e gravou o disco "A Queda da Babilônia". O reconhecimento total veio no ano de 1982 quando o mesmo gravou o álbum "O Arrebatamento da Igreja" que durante mais de três anos consecutivos, foi o disco mais vendido daquela época e atrás do LP vinha a menção: O Disco do Ano e este vendeu mais de um milhão de cópias[carece de fontes?] e o fez ser conhecido nacionalmente.
Em 1984, Cícero lançou mais um álbum de sucesso, intitulado "O Fogo não Pode se Apagar", este LP vendeu mais de quinhentas e oitenta mil cópias, sendo este lançado pela Manancial.
Cícero Nogueira já se apresentou "praticamente" todo o território brasileiro e esteve presente em diversos municípios, o cantor já esteve presente em mais de trezentos e vinte municípios do estado da Bahia.
Fora do Brasil, Cícero já esteve presente nos Estados Unidos (aproximadamente vinte estados), na Europa e vários países da América do Sul.

### Política
Em 1990 o cantor foi candidato a Deputado Estadual no estado do Ceará pelo Partido Social Cristão e foi suplente até 1994. Em 2008, se candidatou a vereador do município de Natal, capital do Rio Grande do Norte, pelo Partido Verde socialista. O cantor está atualmente deferido.

## Discografia
| Ano  | Título                                        | Gravadora                |
| ---- | --------------------------------------------- | ------------------------ |
| 1973 | O Amor de Deus                                | Deus é Amor              |
| 1974 | Viver por Jesus                               | RDE                      |
| 1975 | Até aqui o Senhor me Ajudou                   | Louvores do Coração      |
| 1975 | Alegre eu Canto                               | Deus é Amor              |
| 1976 | Se Jesus Voltasse Agora                       | RDE                      |
| 1977 | O Missionário                                 | Deus é Amor              |
| 1977 | Revelação                                     | Estrela de Belém         |
| 1977 | Eu Quero Subir                                | RDE                      |
| 1978 | Chama-me Senhor                               | Deus é Amor              |
| 1978 | Como é Bom ser Crente                         | Bompastor                |
| 1978 | Caminhando Sobre o Mar                        | Estrela de Belém         |
| 1978 | A Cruz Que Era Pra Mim                        | Bompastor                |
| 1979 | Duas Vozes para Cristo                        | Som Evangélico           |
| 1979 | A Queda da Babilônia                          | Manancial                |
| 1980 | Grandiosa Promessa                            | Bom Pastor               |
| 1980 | Lágrimas                                      | Manancial                |
| 1981 | 7 Anos de Louvor                              | Manancial                |
| 1982 | O Arrebatamento da Igreja                     | Manancial                |
| 1982 | Tu Estás Comigo                               | Manancial                |
| 1983 | 3 Vozes Louvam ao Senhor                      | Deus é Amor              |
| 1983 | O Fim da Peleja                               | Manancial                |
| 1984 | O Fogo não Pode se Apagar                     | Manancial                |
| 1985 | O Homem das Mãos Furadas                      | Manancial                |
| 1985 | O Livro Selado                                | Manancial                |
| 1986 | Bem-Vindo                                     | Manancial                |
| 1987 | O Machado Flutuou                             | Manancial                |
| 1988 | O Crente Bombeiro                             | Manancial                |
| 1989 | O Grande Segredo                              | Manancial                |
| 1989 | O Sócio de Deus                               | Continental/Warner Music |
| 1990 | Ele Ainda Opera                               | Lírio dos Vales          |
| 1990 | Cobertor Estreito                             | Manancial                |
| 1990 | O Crente Quadrado                             | Graça e Paz              |
| 1991 | O Crente Redondo                              | Manancial                |
| 1992 | O Marajá de Deus                              | Louvor Celeste           |
| 1992 | Chuva no Deserto                              | Mundial Records          |
| 1993 | Crente Raimundo                               | Line Records             |
| 1993 | Marajá Convertido                             | Lírio dos Vales          |
| 1993 | O Crente tem Vitória                          | RDE                      |
| 1994 | O Crente não Combina com o Pecado             | Som e Louvores           |
| 1995 | As Melhores de Cícero Nogueira                | Som e Louvores           |
| 1996 | Tem que Descer do Camelo                      | Som e Louvores           |
| 1997 | Carona Santa                                  | Graça e Paz              |
| 1998 | Cheio de Glória                               | WTA Gospel               |
| 1999 | A Moda do Lenço                               | WTA Gospel               |
| 2000 | Fala Baixo                                    | WTA Gospel               |
| 2000 | Interpretando a Harpa                         | WTA Gospel               |
| 2001 | Quem Peleja é Jeová                           | WTA Gospel, Real Music   |
| 2001 | Minhas Composições Gravadas por Grandes Nomes | WTA Gospel               |
| 2002 | O Ex Romeiro                                  | WTA Gospel               |
| 2003 | O Advogado das Causas Perdidas                | WTA Gospel               |
| 2004 | Se Deus Falou Tá Falado                       | WTA Gospel               |
| 2005 | Ainda Tem Jeito                               | Mundial Records          |
| 2005 | Músicas e Poemas Nordestinos                  | WTA Gospel               |
| 2006 | Voz e Violão                                  | WTA Gospel               |
| 2007 | Acústico                                      | WTA Gospel               |
| 2007 | Voz e Violão Vol. II                          | WTA Gospel               |
| 2007 | As 20 Melhores                                | WTA Gospel               |
| 2007 | Cana Trilhada                                 | WTA Gospel               |
| 2007 | O Milagre                                     | WTA Gospel               |
| 2008 | Adorador                                      | WTA Gospel               |
| 2009 | Hinos que Marcaram Minha Vida Vol. 1          | WTA Gospel               |
| 2010 | Hinos que Marcaram Minha Vida Vol. 2          | WTA Gospel               |
| 2011 | Em Ritmo Nordestino                           | WTA Gospel               |
| 2011 | 100 Anos da Ass. de Deus                      | WTA Gospel               |
| 2012 | Em Ritmo Nordestino Vol. II                   | WTA Gospel               |
| 2012 | Surpresa de Vitória                           | WTA Gospel               |
| 2013 | Grande é o Senhor                             | WTA Gospel               |
| 2015 | Delegacia de Crente                           | WTA Gospel               |
| 2015 | Melhor Que Antes                              | WTA Gospel               |
| 2016 | O Preço do Perdão                             | WTA Gospel               |
| 2016 | Crente Que Parece                             | WTA Gospel               |
| 2017 | Feijão Com Farinha                            | WTA Gospel               |
| 2017 | Coisas do Nordeste                            | WTA Gospel               |

### Maiores vendas
| Ano  | Título                    | Gravadora       | Vendas estimadas             |
| ---- | ------------------------- | --------------- | ---------------------------- |
| 1982 | O Arrebatamento da Igreja | Manancial       | 1.000.000[carece de fontes?] |
| 1998 | Cheio de Glória           | WTA Gospel      | 650.000[carece de fontes?]   |
| 1984 | O Fogo não Pode se Apagar | Manancial       | 580.000[carece de fontes?]   |
| 1992 | Chuva no Deserto          | Mundial Records | 400.000[carece de fontes?]   |